# Hellmuth Wolff
Pour les articles homonymes, voir Wolff.

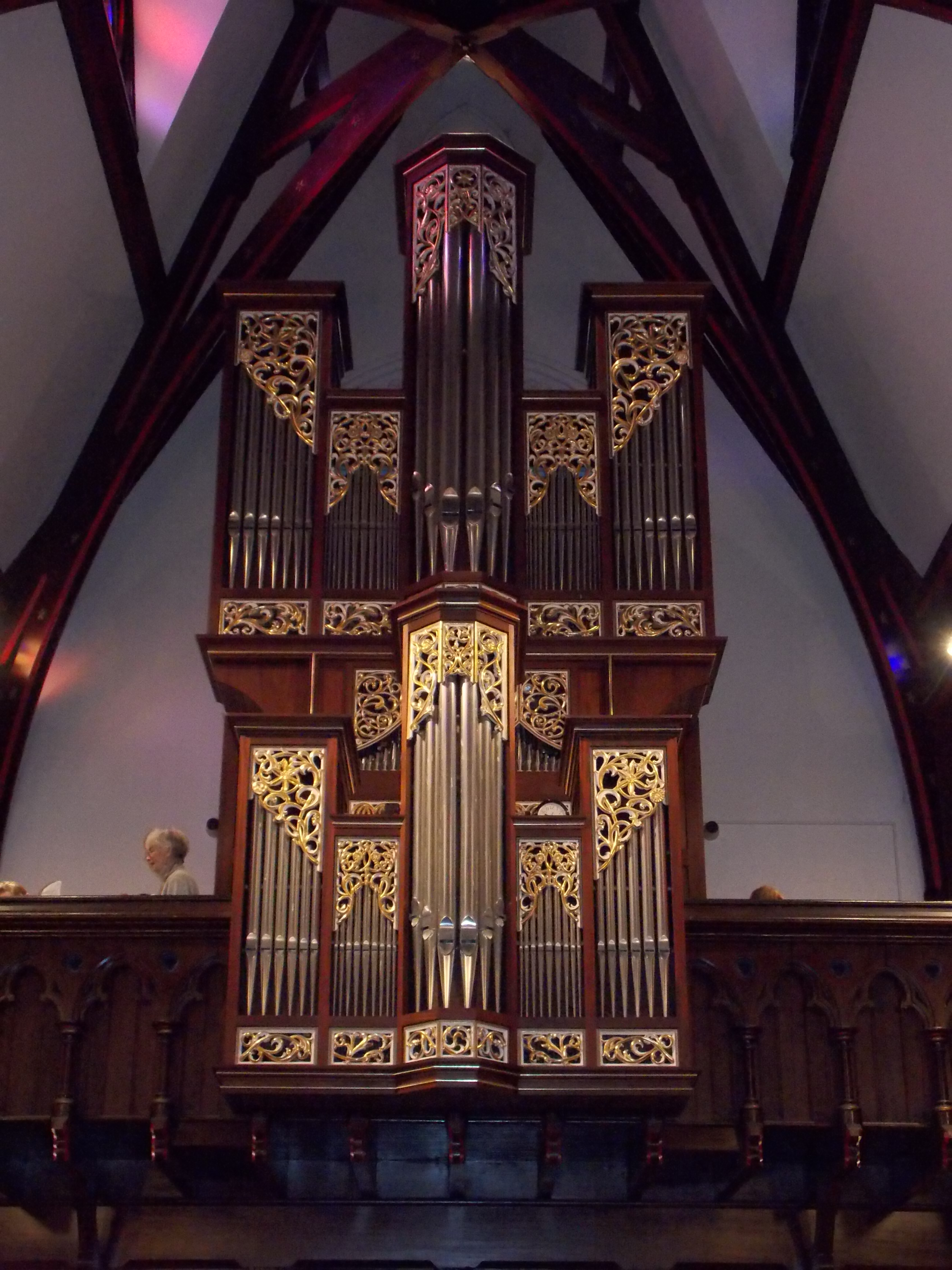
Wolff & Associés, opus 22, Cathédrale de la Trinité en Davenport, Iowa, USA

Hellmuth Wolff, né à Zurich en Suisse le 3 septembre 1937, décédé à Laval le 20 novembre 2013, est un facteur d'orgue canadien situé à Laval, au Québec.